# Ooencyrtus masii
Ooencyrtus masii är en stekelart som först beskrevs av Mercet 1921.  Ooencyrtus masii ingår i släktet Ooencyrtus och familjen sköldlussteklar. Inga underarter finns listade i Catalogue of Life.